# Borensbergs IF
Borensbergs IF är en idrottsförening som bildades den 24 augusti 1924 i Borensberg i Motala kommun, Sverige. Borensbergs IF och har sedan dess bedrivit idrott genom ett antal olika sektioner under årens lopp: Bandy, cykelsport, fotboll, friidrott, gång, handboll, ishockey, innebandy, orientering och skidor/längdåkning. 
Idrottsplatsen Bergvallen invigdes 1943 där en stor del av föreningens aktiviteter fortfarande äger rum. 
År 2006 ombildades föreningen till en paraplyförening, en allians där de dåvarande sektionerna bildade egna föreningar/klubbar med eget juridiskt ansvar. Exempelvis är numera fotbollsverksamheten en egen förening under namnet Borensbergs IF FK. Dessutom finns friidrott och skidor/cykel som egna föreningar. Innebandy har dragit sig ur Borensbergs IF och bildat en helt egen förening, Borensbergs IBC.

## Historik
Klubbens historia börjar med ett möte i fotboll mellan pojkar i Borensbergs samhälle och pojkar som bodde i Glasbruket. En match som samhälles-pojkarna vann med 4-0. I en returmatch vann Glasbruket med 3-2 varefter det överenskoms att bilda en idrottsförening. En interimsstyrelse utsågs och det första protokollförda mötet är daterat 11 april 1926.
Den första fotbollsplanen var vid Strandbadet i närheten av nuvarande Caravan Clubs anläggning och järnvägsstationen var närmaste granne. Marken arrenderades av Västanå gård för en årlig avgift av 25 kr. För att få inkomster anordnades fester i Folkets Park. 
Är 1932 skedde en omläggning av fotbollsplanen, så matcherna fick spelas i Klockrike.
Fotbollsplanen på idrottsplatsen Bergvallen invigdes på försommaren 1943 och det är fortfarande föreningens A-plan. Ytterligare två fotbollsplaner har tagits i bruk.
Damfotbollslaget spelade i Sveriges högsta division 1981.

### Fotnoter
1. ↑  Jimmy Lindahl (26 februari 2004). ”Maratontabell för högsta damserien 1978-2003”. Bolletinen. http://www.bolletinen.se/sfs/pdf/stat_d_maraton_1978_2003_maratontab_f_hogsta_damserien.pdf. Läst 14 oktober 2013.